# Reuptake inhibitor
Egy Reuptake inhibitor (RI) egy reuptake modulátor, ami gátolja a plazmalemma transzporter által közvetített neurotranszmitterek reuptake-ét a szinapszisból a preszinaptikus neuronba, ami ahhoz vezet, hogy megemelkedik az extracelluláris koncentrációja a neurotranszmittereknek, így segítve a neurotranszmissziót. Több kábítószer és gyógyszer, beleértve több antidepresszánst és pszichostimulánst, a reuptake gátláson keresztül fejti ki pszichológiai és fiziológiai hatását.
A legismertebb reuptake inhibitorok a monoamin neurotranszmittereket (beleértve a szerotonint, a noradrenalint és adrenalint), valamint a dopamint befolyásolják. Azonban nagy számú gyógyszer és kutatott anyag van ami reuptake inhibitorként hat más neurotranszmitterekre is például a glutamát, a gamma-aminovajsav (GABA), a glicin, az adenozin, a kolin (az acetilkolin előanyaga), az endokannabinoidok, és még sok más anyag.